# Вагнер, Хелен
Хелен Вагнер (англ. Helen Wagner; 3 сентября 1918[…], Лаббок, Техас — 1 мая 2010[…], Нью-Йорк, Нью-Йорк) — американская актриса мыльных опер. Карьера Вагнер началась в первые годы телевидения с ролей в дневных мыльных операх. Она была одним из оригинальных актёров первого состава дневной мыльной оперы «Направляющий свет», когда её трансляция с радио была перенесена на телевидение.
Хелен Вагнер родилась в 1918 году. Окончила Колледж Монмут со степенью бакалавра. В 1954 году вышла замуж за актёра Роберта Уайли.
Вагнер наиболее известна по своей роли Нэнси Хьюз в мыльной опере «Как вращается мир», которую она играла с 1956 по 2010 год, вплоть до смерти. Она умерла 1 мая 2010 года, в возрасте 91 года. Причиной её смерти был рак.
Вагнер сохранила за собой право называться актрисой, представляющей одного и того же персонажа на телевидении дольше всех в истории. Она играла роль Нэнси Хьюз с самого первого дня, 2 апреля 1956 года, когда шоу вышло в эфир. Но её «марафон» не был непрерывным: первый раз она оставляла роль спустя 6 месяцев после начала съемок из-за разногласий с создательницей сериала Ирной Филипс и второй раз, в 1981 году, когда почувствовала, что сценаристы не уделяют достаточно внимания «ветеранам» экрана. Она вернулась в 1985 году. На момент начала сериала актрисе было 37 лет.
Она была занесена в Книгу рекордов Гиннесса за самое долгое исполнение одной актрисой роли на телевидении.

## Фильмография
| Год       |   | Русское название          | Оригинальное название           | Роль                          |
| --------- | - | ------------------------- | ------------------------------- | ----------------------------- |
| 1951—1954 | с | Телевизионный театр Филко | The Philco Television Playhouse | Инез                          |
| 1952      | с | Зал славы «Холлмарк»      | Hallmark Hall of Fame           | Инез                          |
| 1952—1953 | с | Направляющий свет         | The Guiding Light               | Труди Бауэр Палмер            |
| 1953      | с | Мистер Пиперс             | Mister Peepers                  | Рейнольдс / медсестра Джонсон |
| 1953      | с | Шикарная дама             | Valiant Lady                    | Джейн Лайман                  |
| 1954      | с | —                         | The Kate Smith Hour             | Марж                          |
| 1954      | с | —                         | Inner Sanctum                   | учительница / Мидж            |
| 1954—1955 | с | —                         | The World of Mr. Sweeney        | Марж                          |
| 1956—2010 | с | Как вращается мир         | As the World Turns              | Нэнси Хьюз                    |